# Villa Louise
Die Villa Louise liegt im Stadtteil Kötzschenbroda der sächsischen Stadt Radebeul, auf der Meißner Straße 289.

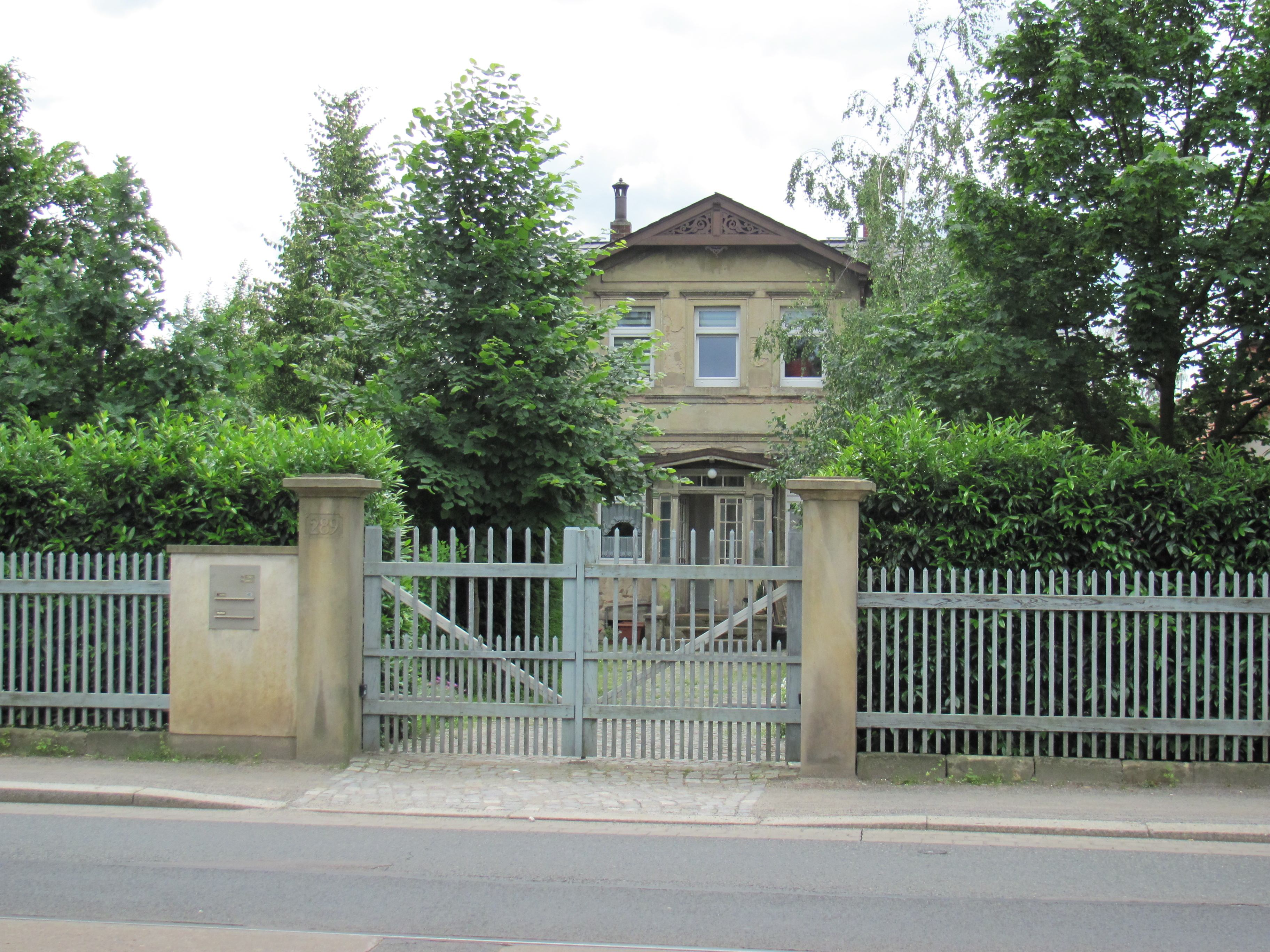
Villa Louise (2013 vor der Fassadeninstandsetzung)

## Beschreibung

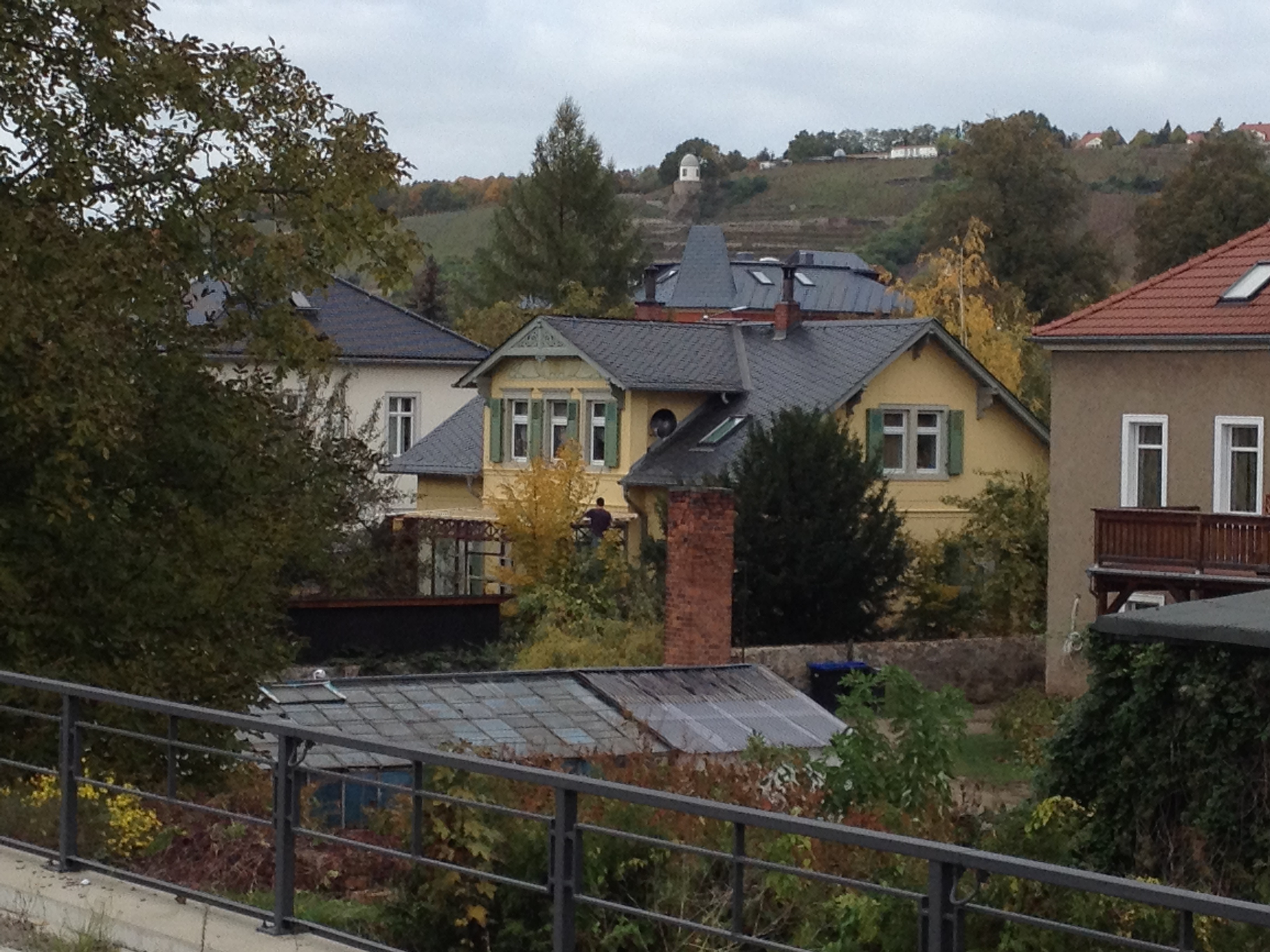
Rückseite der Villa Louise (2015) vom Bahnhof aus. Im Hintergrund auf der Hangkante ist der Jacobstein zu sehen.

Die mitsamt Nebengebäude, Einfriedung und Toreinfahrt unter Denkmalschutz stehende landhausartige Villa ist ein eingeschossiges Wohngebäude mit einem überkragenden, schiefergedeckten Satteldach. Das Haus steht mit der Längsseite zur Straße hin; mittig befindet sich vorn wie auch hinten jeweils ein dreiachsiger, zweigeschossiger Mittelrisalit von Haushöhe mit Sparrengiebel und Brettschnitzerei im Schweizerhausstil. Auf der Vorderseite führt über eine Freitreppe der Hauseingang durch ein hölzernes Vorhaus in den Risalit. Auf der Rückseite befindet sich vor diesem der hölzerne Wintergarten.
Die verputzten Fassaden sind gemäß ihrer Bauzeit vielfältig gegliedert durch Putzgliederungen, Ecklisenen und Eckquaderung sowie Gesimse. Die Fenster sitzen in Sandsteingewänden mit Klappläden.
Seitlich rechts vor dem Landhaus steht ein einfaches Nebengebäude mit Satteldach.
Die Einfriedung erfolgt durch einen Holzzaun zwischen Sandsteinsäulen, das zweiflügelige Holztor sitzt zwischen erneuerten Sandsteinsäulen mit Deckplatten.
Auf der Straße gegenüber steht die ebenfalls denkmalgeschützte Mietvilla Meißner Straße 280.

## Geschichte
Der als eigener Bauunternehmer auftretende Carl Traugott Schubert sen. beantragte im November 1867 den Bau eines Wohnhauses „mit Schweizerdach“, dazu ein Seitengebäude auf der Westseite seines eigenen Grundstücks. Die Bauten wurden durch den ortsansässigen Baumeister Hugo Große errichtet und erhielten die Baurevision im Juli 1868.
Ein Wintergartenanbau auf der Rückseite zum Garten hin erfolgte 1902.